# بيل كارس
بيل كارس هو لاعب هوكي جليد كندي، ولد في 29 مايو 1914 في إدمونتون في كندا، وتوفي في 31 أكتوبر 2000.

## وصلات خارجية
- بيل كارس على موقع دوري الهوكي الوطني (الإنجليزية)
- بيل كارس على موقع EliteProspects.com (الإنجليزية)
- بيل كارس على موقع HockeyDB.com (الإنجليزية)
- بيل كارس على موقع Hockey-Reference.com (الإنجليزية)